# Голковиці (Сілезьке воєводство)
Голковиці (пол. Gołkowice, нім. Golkowitz) — село в Польщі, у гміні Годув Водзіславського повіту Сілезького воєводства.
Населення — 3698 осіб (2011).
У 1975-1998 роках село належало до Катовицького воєводства.

## Демографія
Демографічна структура станом на 31 березня 2011 року:
|          | Загалом | Допрацездатний вік | Працездатний вік | Постпрацездатний вік |
| -------- | ------- | ------------------ | ---------------- | -------------------- |
| Чоловіки | 1822    | 375                | 1252             | 195                  |
| Жінки    | 1876    | 373                | 1120             | 383                  |
| Разом    | 3698    | 748                | 2372             | 578                  |